# Picripleuroxus chiangi
Picripleuroxus chiangi är en kräftdjursart som först beskrevs av Frey 1988.  Picripleuroxus chiangi ingår i släktet Picripleuroxus och familjen Chydoridae. Inga underarter finns listade i Catalogue of Life.